# Augusto Pérez Palacios
Augusto Pérez Palacios (1909 - 9 de agosto de 2002) fue un arquitecto mexicano. Realizó diversos edificios públicos destacando el Estadio Olímpico Universitario de la Universidad Nacional Autónoma de México (UNAM), en conjunto con Raúl Salinas Moro y Jorge Bravo Jiménez.

## Biografía
Formó parte de un grupo de arquitectos mexicanos como Juan O'Gorman, Carlos Lazo y Alberto Arai, que buscaron una expresión "americana" en la arquitectura, buscando ideas y estilos propios, entre ellos, la integración plástica a la arquitectónica. Encontraron como materializar dicha expresión en la nueva Ciudad Universitaria de la UNAM, iniciada su construcción a mediados del siglo XX.
A partir de 1950, una vez recibida la encomienda a su despacho del estadio universitario, visitó diversos estadios en el mundo con el fin de tener más referentes para la solución que planeaba para el recinto deportivo. Le influenciaría para el primer diseño del estadio la solución hecha por Gavin Hadden para la grada del Schoellkopf Field, estadio de la Universidad Cornell en Estados Unidos. El diseño del estadio y el terreno donde se planeaba planteaba un reto, la construcción de las gradas superiores. El despacho de Pérez Palacios, en donde colaboraban Raúl Salinas y Jorge Bravo, encontraron la solución de asentar las gradas superiores del estadio en un terraplén de cerca de 10 metros de profundidad en el terreno aprovechando un declive existente "hundiendo" la cancha y las gradas y usando desniveles tanto para los accesos mediante rampas como para la construcción del área circundante. El hallazgo y la implementación de dicho hallazgo le enorgullecieron al arquitecto.
Entre 1953 y 1955 participó en el diseño y construcción del Centro SCOP en la Ciudad de México, junto a Carlos Lazo y Raúl Cacho, en donde también hubo implementación de arte plástico en la arquitectura. Diseñó la Preparatoria no. 1 de la Universidad Autónoma del Estado de México en la calle Venustiano Carranza de la ciudad de Toluca.